# Valle del Lozoya

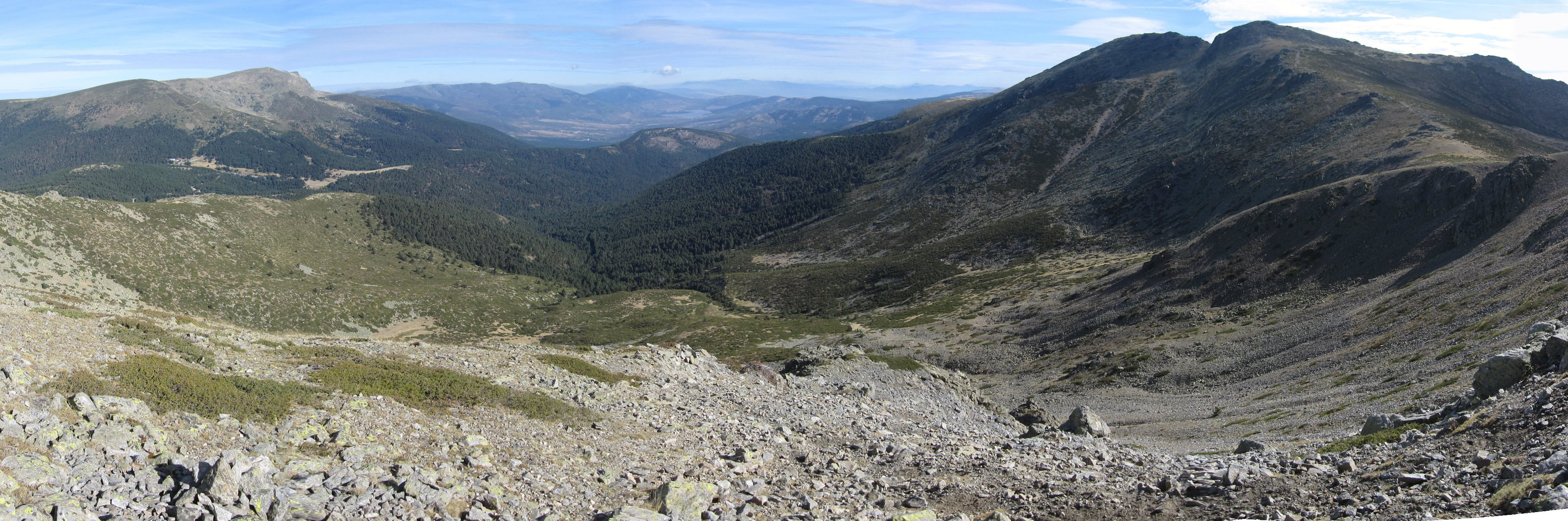
Valle del Lozoya vista da vicino alla cima del Cerro de Valdemartín.

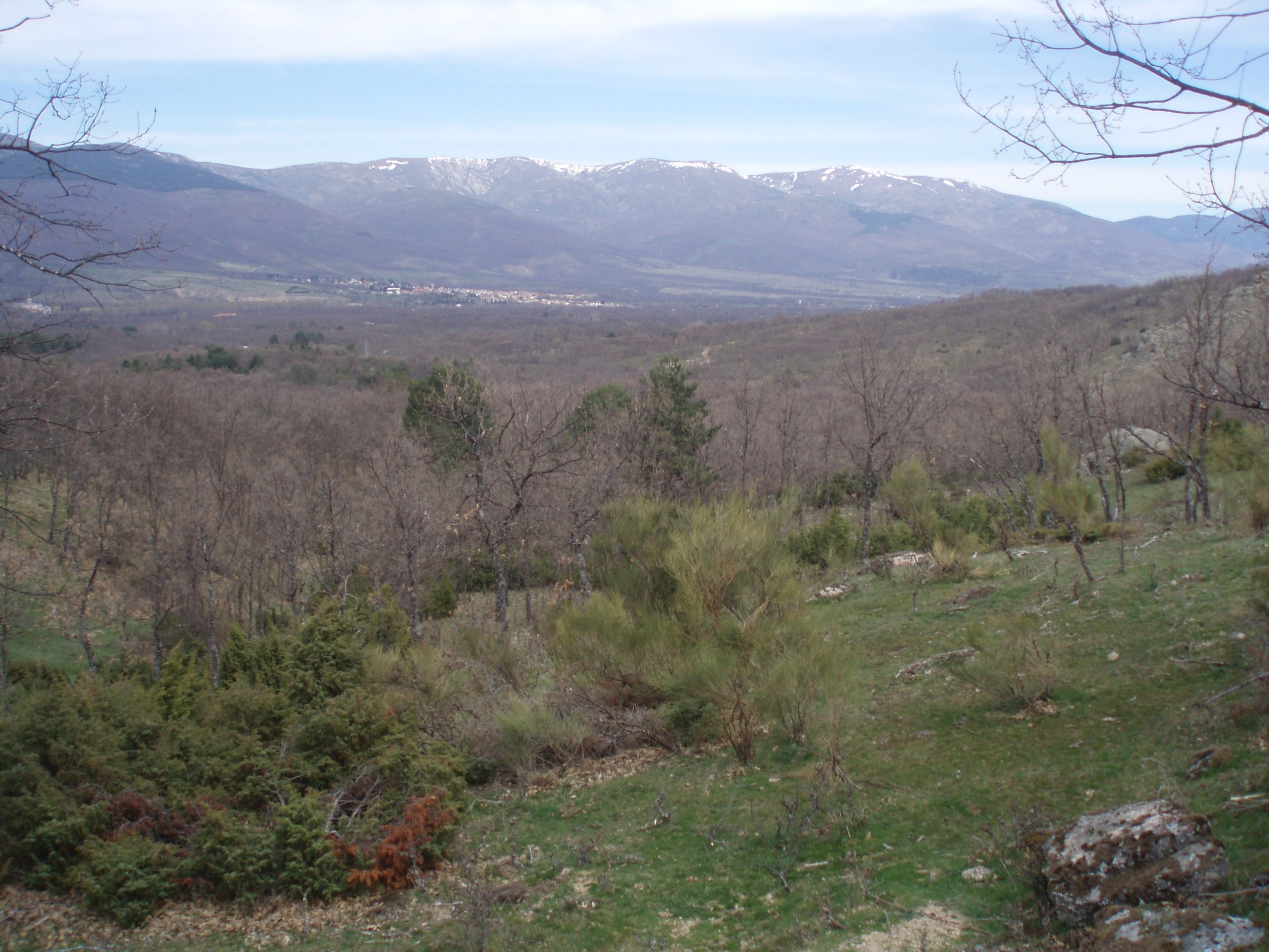
Valle del Lozoya con Rascafría e il monte El Nevero sullo sfondo.

La valle del Lozoya o de El Paular è una valle percorsa dal fiume Lozoya, nella sierra de Guadarrama (catena che fa parte del Sistema Centrale), nel nordest della Comunità di Madrid, in Spagna.

## Geografia
La Valle del Lozoya è delimitata da una serie di catene montuose, tutte appartenenti al Sistema Centrale, che determinano i suoi confini naturali: i Monti Carpetani, la Sierra de Somosierra (due parti della Sierra de Guadarrama) e le propaggini più meridionali della Sierra de Ayllón coprono il versante nord della valle; la Sierra del Lobosillo a est; la Cuerda Larga, la Sierra de la Morcuera, la Sierra de La Cabrera e le loro diramazioni più orientali fino alla diga del lago di El Atazar segnano il confine meridionale. La montagna più alta della valle è il Peñalara (2.428 m s.l.m.), che è anche la più alta della Sierra de Guadarrama.
Come tutti i fiumi a sud del Sistema Centrale, appartiene nella totalità al bacino idrografico del Tago. Il Lozoya sbocca nel Jarama sul confine tra le provincie di Madrid e Guadalajara.
Si possono distinguere varie zone:
- l'alta valle del Lozoya, conosciuta anche come valle de El Paular, formata dall'alto corso del fiume. La località più importante è Rascafría;
- la media valle del Lozoya, che comprende Buitrago del Lozoya;
- la bassa valle del Lozoya, la cui località più importante è El Berrueco.

Tutto il corso del fiume è regolato da dighe che creano laghi artificiali sfruttati soprattutto per l'approvvigionamento idrico della città di Madrid.

## Comuni
Nella valle del Lozoya si contano trenta comuni:
| nº | Comune                 | Superficie | Popolazione | nº | Comune                                       | Superficie | Popolazione | nº | Comune                | Superficie | Popolazione |
| -- | ---------------------- | ---------- | ----------- | -- | -------------------------------------------- | ---------- | ----------- | -- | --------------------- | ---------- | ----------- |
| 1  | La Acebeda             | 22,06 km²  | 59          | 11 | Gargantilla del Lozoya y Pinilla de Buitrago | 24,12 km²  | 367         | 21 | Piñuécar-Gandullas    | 18,19 km²  | 184         |
| 2  | Alameda del Valle      | 25,01 km²  | 236         | 12 | Gascones                                     | 20,04 km²  | 147         | 22 | Prádena del Rincón    | 22,48 km²  | 107         |
| 3  | El Atazar              | 29,55 km²  | 116         | 13 | Horcajo de la Sierra                         | 20,57 km²  | 167         | 23 | Puebla de la Sierra   | 57,70 km²  | 103         |
| 4  | El Berrueco            | 28,80 km²  | 543         | 14 | Horcajuelo de la Sierra                      | 24,39 km²  | 107         | 24 | Puentes Viejas        | 58,33 km²  | 456         |
| 5  | Berzosa del Lozoya     | 14,32 km²  | 179         | 15 | Lozoya                                       | 57,94 km²  | 620         | 25 | Rascafría             | 150,28 km² | 1.892       |
| 6  | Braojos                | 24.93 km²  | 176         | 16 | Lozoyuela-Navas-Sieteiglesias                | 51,28 km²  | 979         | 26 | Robledillo de la Jara | 20,35 km²  | 122         |
| 7  | Buitrago del Lozoya    | 26,50 km²  | 1.937       | 17 | Madarcos                                     | 8,46 km²   | 41          | 27 | Robregordo            | 18,03 km²  | 66          |
| 8  | Canencia               | 52,70 km²  | 403         | 18 | Montejo de la Sierra                         | 31,95 km²  | 330         | 28 | La Serna del Monte    | 5,44 km²   | 108         |
| 9  | Cervera de Buitrago    | 12,02 km²  | 150         | 19 | Navarredonda y San Mamés                     | 27,44 km²  | 144         | 29 | Somosierra            | 20,42 km²  | 116         |
| 10 | Garganta de los Montes | 39,66 km²  | 395         | 20 | Pinilla del Valle                            | 25,84 km²  | 204         | 30 | Villavieja del Lozoya | 23,29 km²  | 214         |

### Comunicazioni

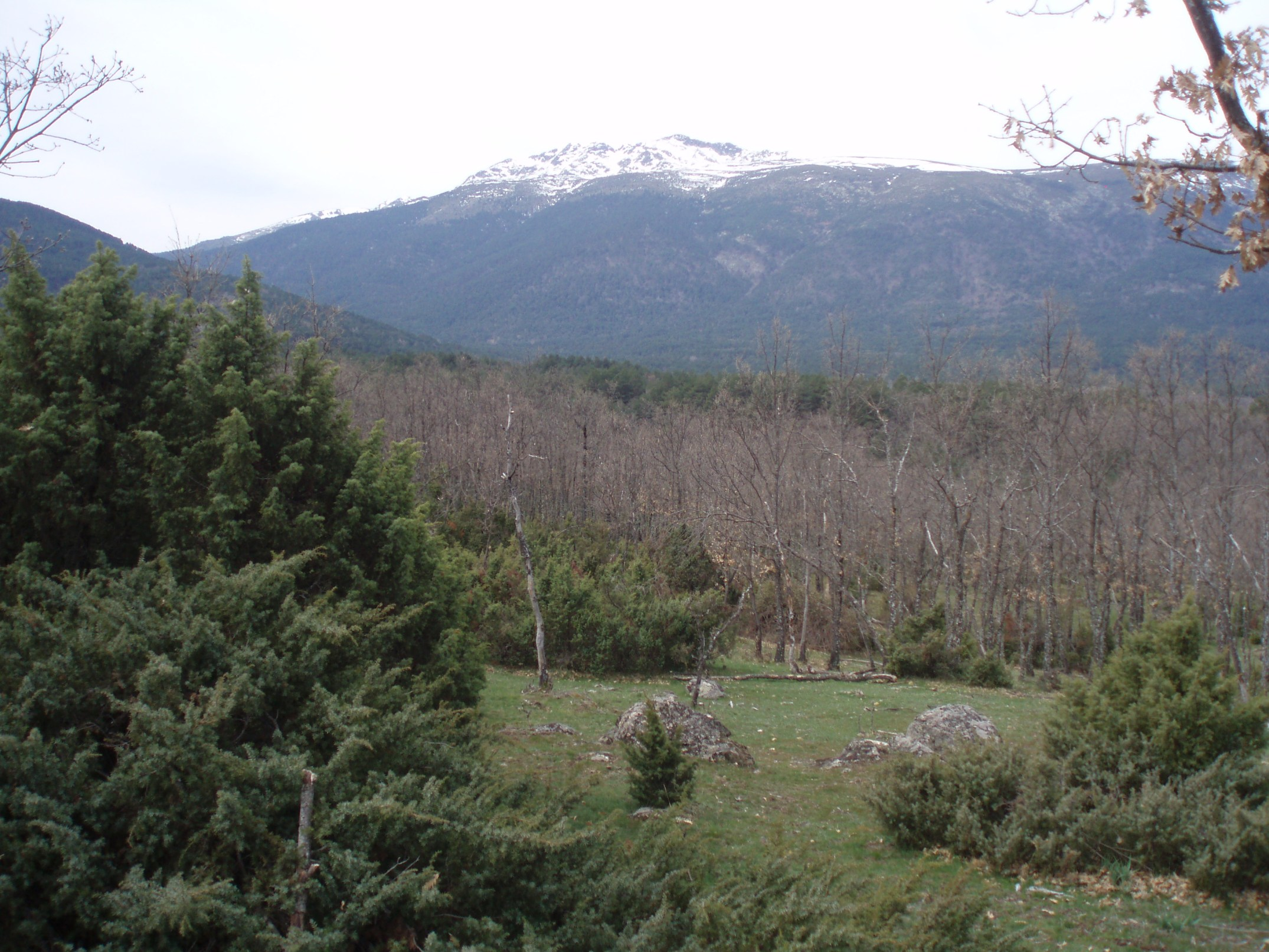
Massiccio del Peñalara visto dalla valle del Lozoya.

Vi sono tre strade principali si accesso alla valle:
- dalla valle del Jarama attraverso il Collado de la Tejera (1.106 m) ai piedi della Sierra de La Cabrera, per la superstrada A-1, che attraversa la valle da sud a nord in direzione Burgos;
- dalla Tierra de Sepúlveda per il puerto de Somosierra (1.404 m), sempre per la superstrada A-1, in direzione Madrid, attraversando i tunnel di Somosierra (589 m di lunghezza);
- dalla Tierra de Segovia, per il puerto de Cotos (1.830 m), ai piedi del Peñalara, per le strade C-604 (in provincia di Segovia) e M-604 (in provincia di Madrid).

Altre strade di accesso sono le seguenti:
- dalla Tierra de Cantalejo passando per il puerto de Navafría (1.773 m), la strada SG-612 e M-637 unisce Lozoya e Navafría;
- dall'alto Jarama passando per il puerto de La Hiruela (1.478 m), la strada M-137 unisce Montejo de la Sierra e La Hiruela;
- dall'alto Jarama, passando sopra il fiume, la strada M-139 e GU-187 unisce Montejo de la Sierra e El Cardoso de la Sierra.

## Economia
L'economia è stata tradizionalmente basata sull'allevamento e lo sfruttamento forestale. Tuttavia, oggi il turismo è il motore dell'economia della valle, anche se le potenzialità della zona non sono completamente sfrutatte.

## Storia
Comunità di Buitrago

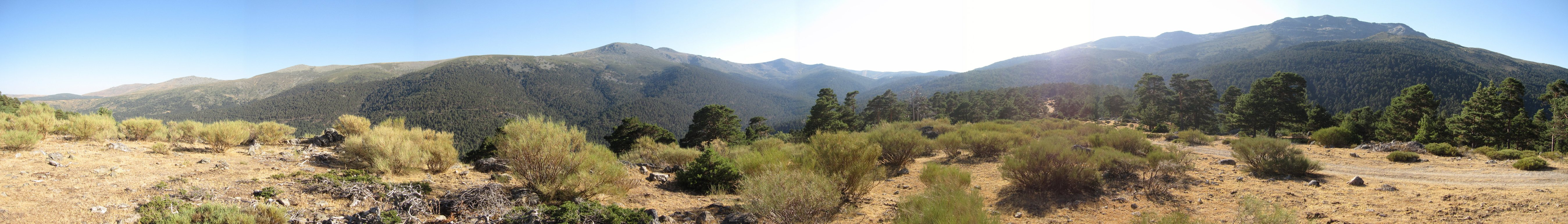
Zona alta della valle del Lozoya vista dalla cima del Cerrito Sarnoso.

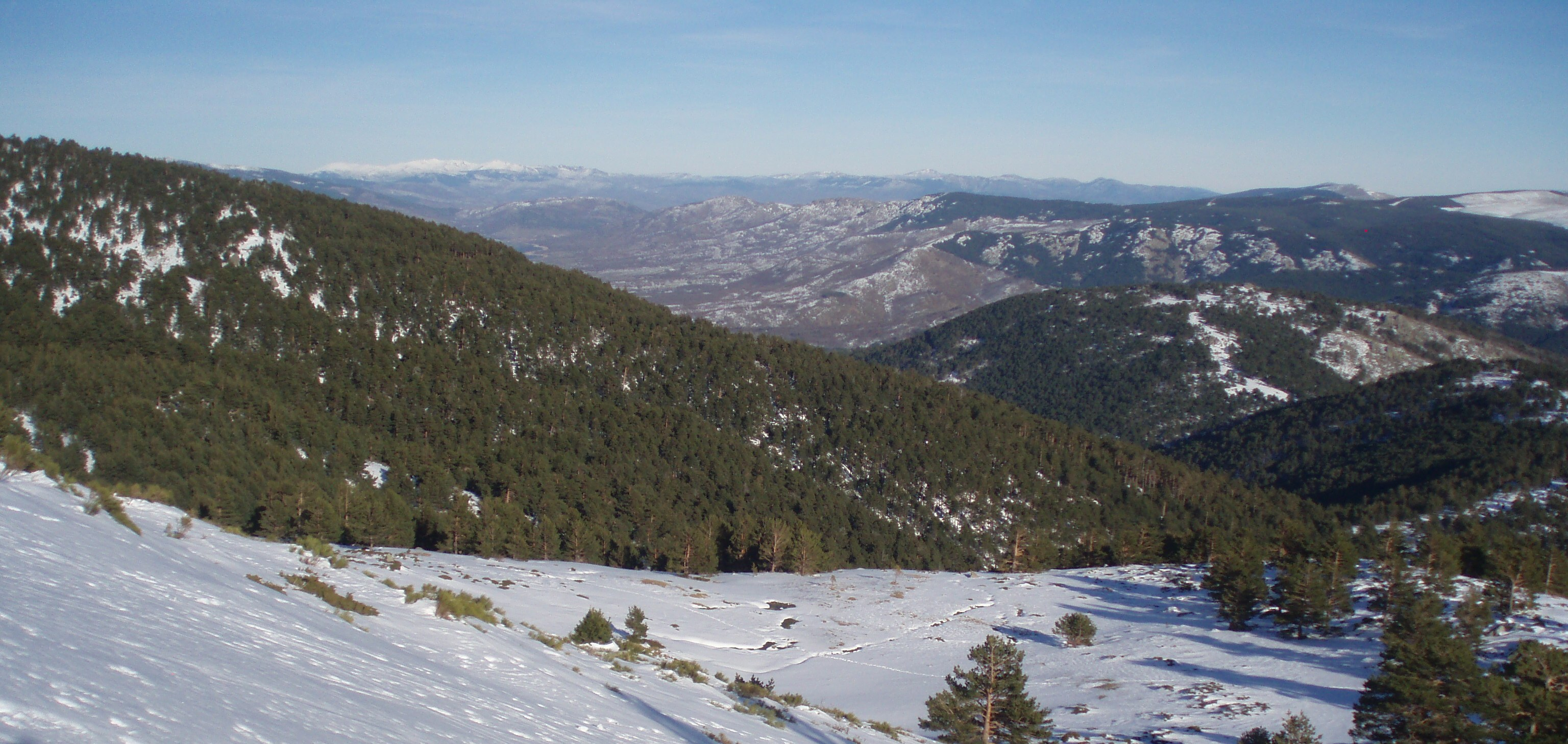
Vista invernale della valle dal Parque Natural de Peñalara.

Buitrago fu, in origine, una città celtibera e romana (e successivamente musulmana). Alfonso VI di León e Castiglia concedette Buitrago e tutte le sue dipendenze, una volta conquistate, a Sepúlveda. Così si legge nella confirmazione degli antichi Fueros di Sepúlveda, del 17 novembre 1076:
Ego rex Adefonsus et do hominibus septempublice hunc terminum de Lozoiha usque huc quantum Buitrago habuit in sua potestate, totum do eis, roboro atque confirmo...
(Io il re Alfonso concedo e do agli uomini di Sepúlveda i termini del fiume Lozoya in tutto quello che Buitrago ebbe in suo potere, do tutto a essi, corroboro e confirmo...)
Buitrago fu, per via della sua riconquista, parte della Tierra de Sepúlveda, formando in un breve spazio di tempo la propria comunità, ancora in epoca dello stesso re, che le concesse il fuero, le armi e la leggenda del suo scudo "ad alenda pecora" (per il sostentamento del bestiame).
La Comunidad de Villa y Tierra de Buitrago si estese per tutta la valle, comprendendo i seguenti villaggi: Aoslos, El Atazar, Berzosa del Lozoya, Braojos, La Cabrera, Cincovillas, El Cuadrón, Gandullas, Garganta de los Montes, Gargantilla del Lozoya, Gascones, La Hiruela, Horcajo de la Sierra, Horcajuelo de la Sierra, Lozoyuela, Madarcos, Mangirón, Montejo de la Sierra, Las Navas de Buitrago, Piñuécar, Prádena del Rincón, Puebla de la Sierra, Robledillo de la Jara, San Mamés, La Serna del Monte, Serrada de la Fuente, Sieteiglesias, Villavieja del Lozoya, i paesi abbandonati di Bellidas, Canenzuela, Pajarilla, La Nava, Relaños, Rendales, Riosequillo, Santillana, Ventosilla, El Villar, ecc.
Sin dai tempi antichi si svilupparono quartieri al di fuori delle mura di Buitrago del Lozoya, chiamati sobborghi di San Juan e dell'Andarrío, nome che si riferisce al fatto di trovarsi sull'altra sponda del Lozoya.
Come qualsiasi città, aveva il suo scudo e la sua colonna o gogna. Nel primo era raffigurato un toro sotto un leccio, con la leggenda "ad alenda pecora". Sappiamo che fu scolpito in pietra nell'antica fonte e si conserva nel vecchio sigillo del Consiglio, anche se senza leggenda.
Attualmente si trova riprodotto questo scudo originale e veritiero di Buitrago, in ferro forgiato, sui quattro lati della fonte, situata nella plaza de la Constitución (sopra questo scudo originario del Consiglio di Buitrago si aggiunse, a partire dal XV secolo, lo scudo del marchese di Santillana e della casata dell'Infantado a cui fu data la Comunità come feudo).

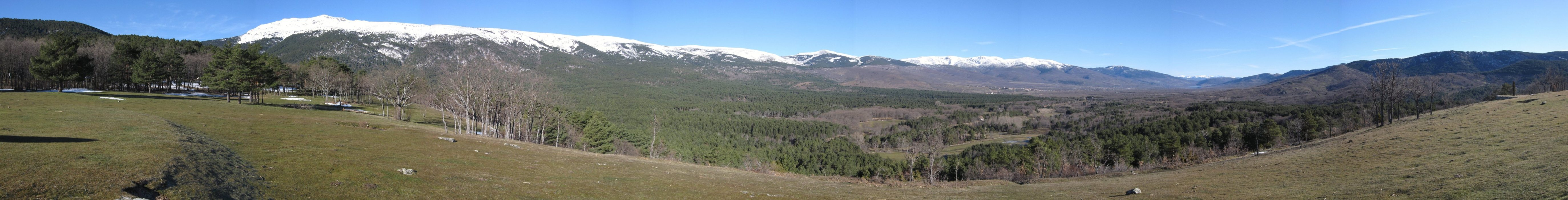
Valle del Lozoya vista dal mirador de Los Robledos.

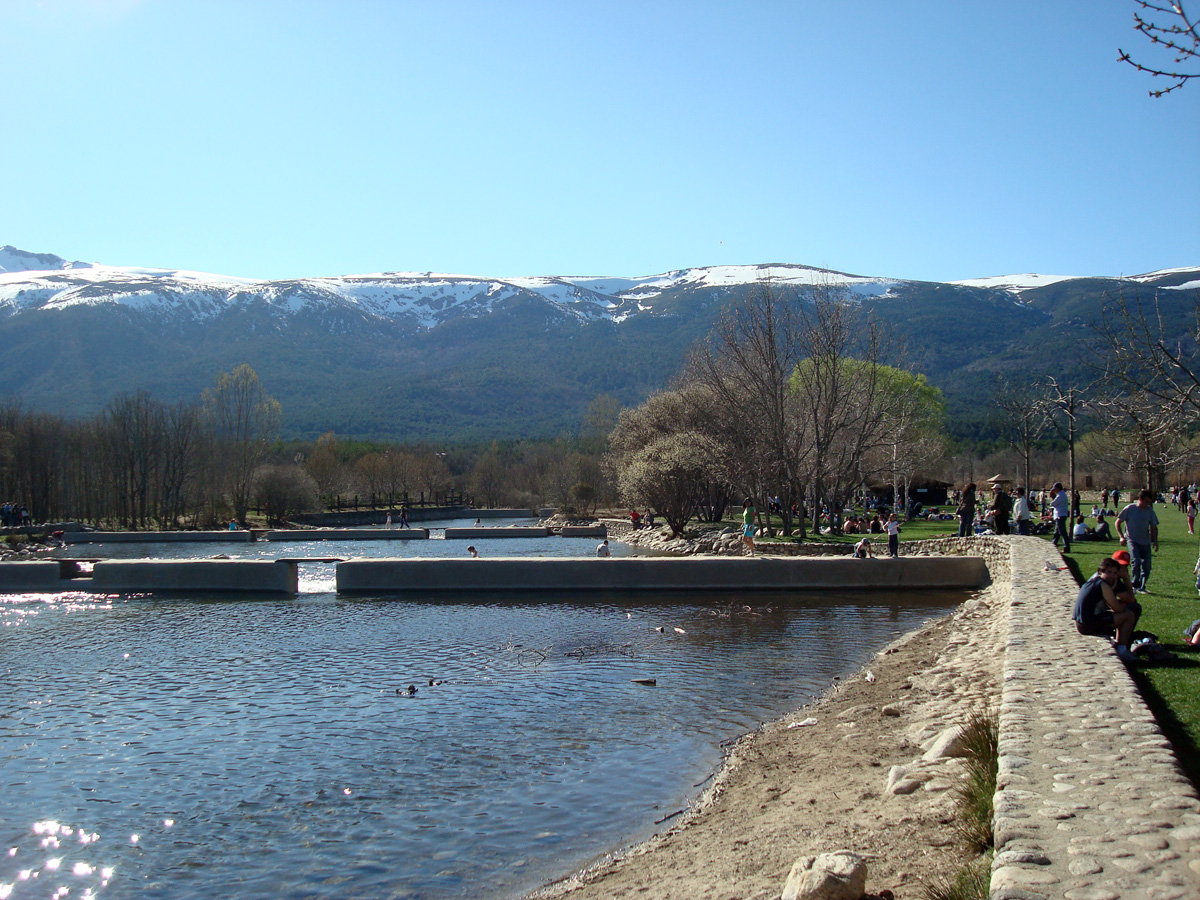
Piscine naturali di Las Presillas, situate sul fiume Lozoya nelle vicinanze del Monastero del Paular. È un sito molto frequentato in estate.

Della colonna o gogna, simbolo della giurisdizione, non è rimasta nessuna traccia. Solo si trovano notizie in "El Patriense", uno scrittore locale che, fino al 1802, nomina varie strade importanti e due piazze, chiamate de Los Toros y la Picota (gogna), informandoci anche in quest'ultima si trovava la fonte pubblica.
All'interno della città murata si trovavano le chiese di Santa Maria del Castello e di San Michele, l'ospedale di San Salvatore, la casa del Consiglio con il tribunale ed il carcere.
Nel quartiere di San Juan si trovavano le chiese omonime e la plaza de la Picota con la fonte. Nel quartiere dell'Andarrío si trovava la chiesa di San Antolín.
La Comunidad de Villa y Tierra era divisa in cuartos:
- Cuarto de Braojos, che comprendeva i villaggi di San Mamés, Gargantilla, Villavieja, Pinilla e Navarredonda.
- Cuarto de Garganta, che comprendeva i villaggi di Mangirón, Las Navas, Lozoyuela, La Cabrera e Sieteiglesias.
- Cuarto de Montejo: Prádena e Horcajuelo.
- Cuarto de Horcajo: Piñuécar, La Nava, Madarcos, La Acebeda e Bellidas.
- Cuarto de la Jara: Robledillo, Cervera, Berzosa, Paredes e Serrada.
- Cuarto de los Aledaños: Gascones, Palomar, La Cabezuela, Gandullas e Cincovillas.
- Cuarto de las Villas Eximidas: La Hiruela, La Puebla e El Atazar.

Ogni cuarto è rappresentato da uno o due procuratori. Il procuratore del cuarto è eletto e inviato al Consiglio della Comunidtà perché «nel nome di questo cuarto difenda ciò che è favorevole e controbatta a ciò che è nefasto e dannoso, che per tutto le diamo il nostro diritto». I procuratori si riunivano nella città, in una casa chiamata "casa de la Tierra", situata in un sobborgo, dove avevano alloggio gratuito durante i giorni di rappresentanza.
Il catasto di Ensenada ci dichiara l'estensione e i confini della Tierra de Buitrago così: «occupa da levante a ponente cinque leghe e da nord a sud quattro leghe e mezza, e di circonferenza più di venticinque leghe per la disugualità che presenta. Confina a nord con la Tierra de Sepúlveda a oriente con la Tierra de Uceda... a sud con la stessa Tierra de Uceda e el Berrueco e a ponente con la Tierra de Segovia...»
Il Consiglio di Buitrago e la Comunità si celebravano nella chiesa di Santa María del Castillo e, secondo una comune tradizione castigliana, nell'interno della chiesa si conservavano i documenti e i privilegi del Consiglio, in una concavità «che si trova vicino al retablo della chiesa di Nuestra Señora del Castillo di questa città». Così ce lo descrive un documento del 1555, che fa la relazione dei documenti ivi conservati.

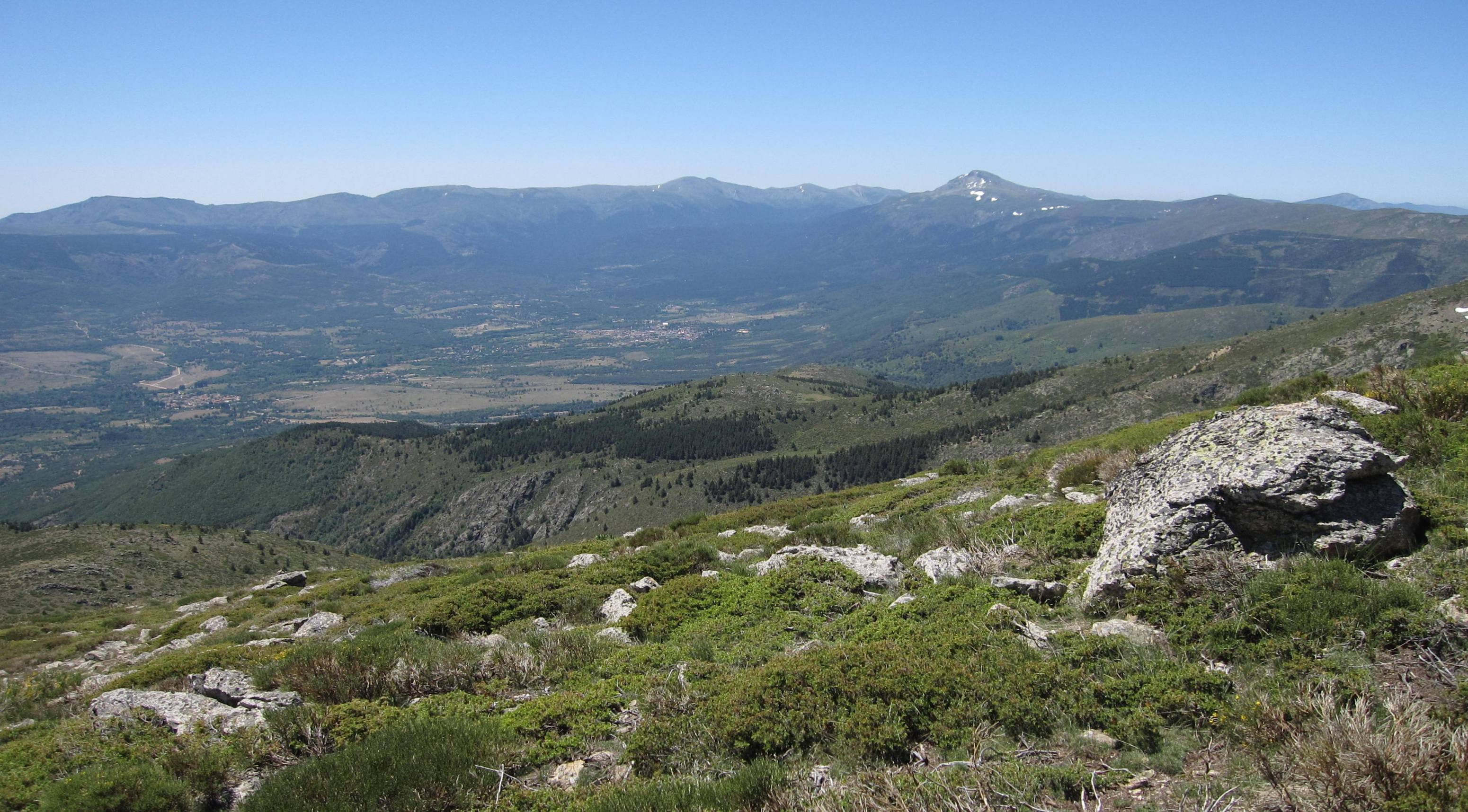
Vista panoramica della valle del Lozoya dalla cima del picco El Nevero.

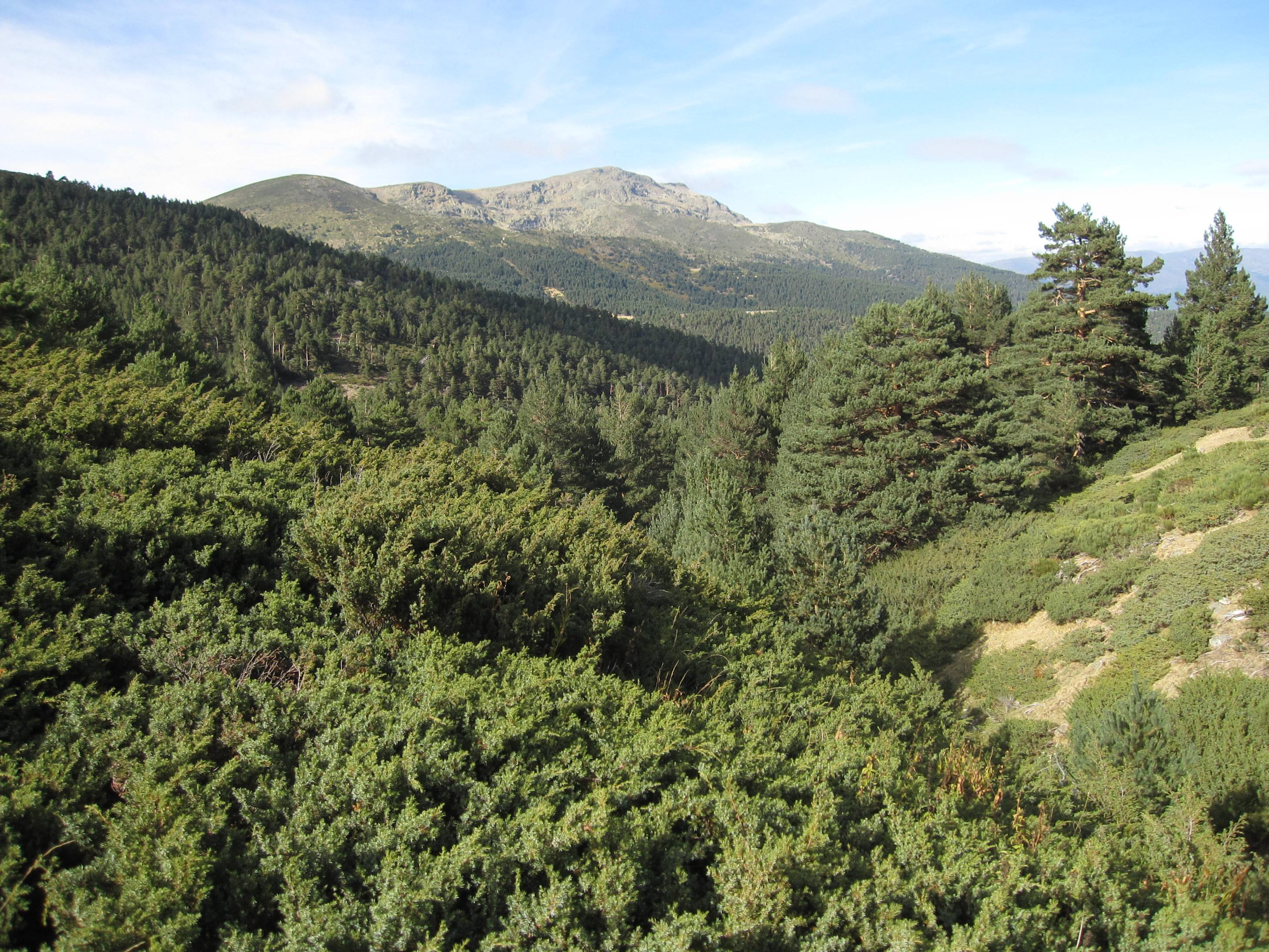
Massiccio del Peñalara visto dalla valle de las Cerradillas, situata alla testa della valle del Lozoya.

Tutti i paesi della Tierra formavano comunità di pascoli, essendo comuni la maggioranza delle campagne e delle terre, ad eccezione di quelle private di ciascun villaggio, che erano molto poche, e dei prati, orti e terra di lavoro di proprietà privata degli abitanti, che solitamente erano difese da pareti e siepi.
La Comunità di Buitrago, per la sua posizione geografica, era una comunità quasi esclusivamente dedicata all'allevamento. Per favorire l'allevamento si unirono le comunità di Buitrago, Uceda e la città di Torrelaguna, che fecero allo scopo ordinanze e capitolazioni «per la conservazione dei detti limiti, così nel pascolo come nel taglio e nella conservazione delle campagne». Questa firma di accordi tra comunità confinanti era frequente in tutta la Castiglia.
Nell'anno 1304 fu concesso a Buitrago il diritto di fiera di bestiame. La città e la sua Comunità sono ancora feudo reale. Così, avverte il re Ferdinando IV «che tutti quelli che vennero a questa fiera dal nostro feudo o da fuori del nostro feudo a comprare o a vendere Cristiani, Mori e Ebrei, che vengano salvi e sicuri per Mare e per terra, per tutto il nostro feudo». La vecchia fiera del bestiame di Buitrago ha mantenuto la propria importanza fino ad oggi.
Figura la città nella guerra civile tra Pietro I e suo fratello Enrico II, che la occupò nell'anno 1368. Dopo la morte di Pietro I e l'ascesa al potere della casa de Trastámara, una moltitudine di comunità (praticamente tutte quelle che si erano schierate con don Pedro) furono concesse alla nobiltà, che si era mantenuta nel bando opposto. La Tierra de Buitrago fu concessa in feudo a don Pedro González de Mendoza. Secondo il documento gli si donavano le città di Hita e di Buitrago «con tottue le pertinenze, e tutti i suoi vassalli cristiani e ebrei e mori, e uomini, e donne di qualsiasi età».
Di questo ricevette conferma da parte del re Giovanni I, nel 1377, nelle Cortes celebrate nella città di Burgos, per sé e per suo figlio Diego Hurtado de Mendoza. E si convertirà in un feudo ereditario con il Marchese di Santillana, Íñigo López de Mendoza, che riunì nella sua persona molti titoli e possedimenti: conte del Real de Manzanares, signore di Hita e di Buitrago e di Guadalajara, ecc.
I tributi, diritti e pedaggi si fecero sempre più grandi, a danno della Comunità. Sappiamo che nell'anno 1601 le rendite ammontarono a 1.761.077 maravedí, più 75 pese di lino, 813 galline e 500 fanegas di grano; nel 1640 arrivarono ai 2.200.000 mrs. e nel 1670 superarono i due milioni e mezzo di maravedí, più le galline, il lino, e lo stesso numero di fanegas de grano.
D'altra parte il duca dell'Infantado e signore di Buitrago, come un cittadino qualsiasi, poteva far pascolare i suoi animali nei pascoli comuni, a grave danno della Comunità, dato che se Buitrago e la sua Tierra contavano «28.200 capi di tutte le età», il signore duca possedeva «34.859 capi di tutte le età, tutte pecore da lana transumanti», all'epoca del catasto di Ensenada.
Le Comunità soffrirono così un costante deterioramento del proprio potere politico ed economico per via delle depredazioni, più o meno "legalizzate", da parte dei potenti magnati.
Oggi richiamano l'attenzione dei visitatori le mura perfettamente adattate alle aspre caratteristiche del terreno, mantenendo una grande solidità. Nell'angolo occidentale, un robusto e forte torrione dà all'accesso alla città murata. Il castello occupa l'angolo sudest delle mura, ed è più moderno. È a pianta rettangolare, costruito in muratura, con torri negli angoli.
L'unica chiesa che è arrivata fino a oggi, tra le varie a cui fanno riferimento i vecchi documenti, è dedicata a Santa María del Castillo. Presenta un portale gotico-decadente sotto un tettuccio sostenuto da colonne. La torre mostra alcune bifore e finestre semicircolari all'interno della cornice quadrata e orlate di modanature di tipica traceria mudéjar.

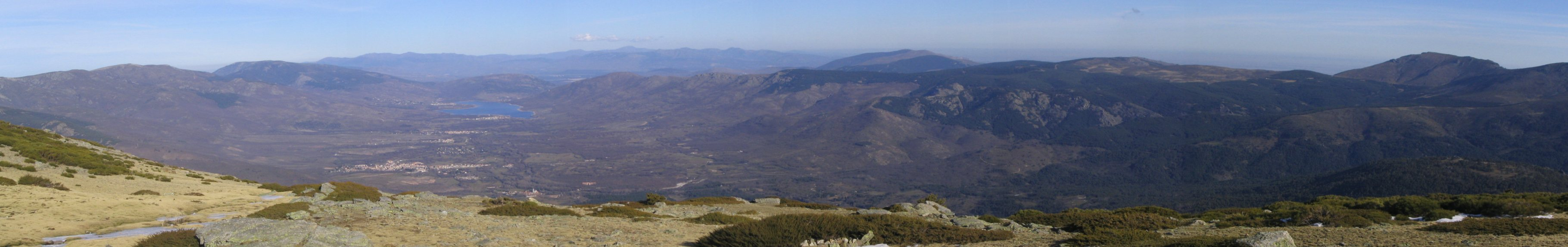
La valle del Lozoya vista dalla laguna de los Pájaros.